# ناحية مركز صافيتا
ناحية مركز صافيتا إحدى نواحي سوريا تتبع إداريّاً لمحافظة طرطوس منطقة صافيتا ومركزها بلدة صافيتا، بلغ تعداد سكان الناحية 60,172 نسمة حسب التعداد السكاني لعام 2004.

## مدن وبلدات وقرى ناحية مركز صافيتا
الأكمة (كيمة)، بعمرة، بلاطة مغيزل، بيت عائشة، بيت المرج، بيت الشيخ يونس، بيت ناعسة، بيت طيون، بشرائيل، بويضة السويقات، ضهر اليازدية، دمقس (بمسقس)، عين الكبيرة، عين حفاض، فتاح نصار، حنجور، حكر عين الباردة، حكر مخيبر، جديدة عبد الله، جورة الشنبور، كرم مغيزل، خربة أبو حمدان، كنيسة، المآب (أوبين)، المويسة، الناعمة (كفريخة)، النعاصات، نشير، العديدة، صافيتا، السموقة، الشماميس، سنديانة أوبين، الصومعة، تركب،أم حوش، يازدية حمدان، زبرقان، زوق بركات، الزويتيني، حكر زهية.